# Sông Giang Thành
Sông Giang Thành là một con sông ngắn ở phía tây bắc tỉnh Kiên Giang, Việt Nam.

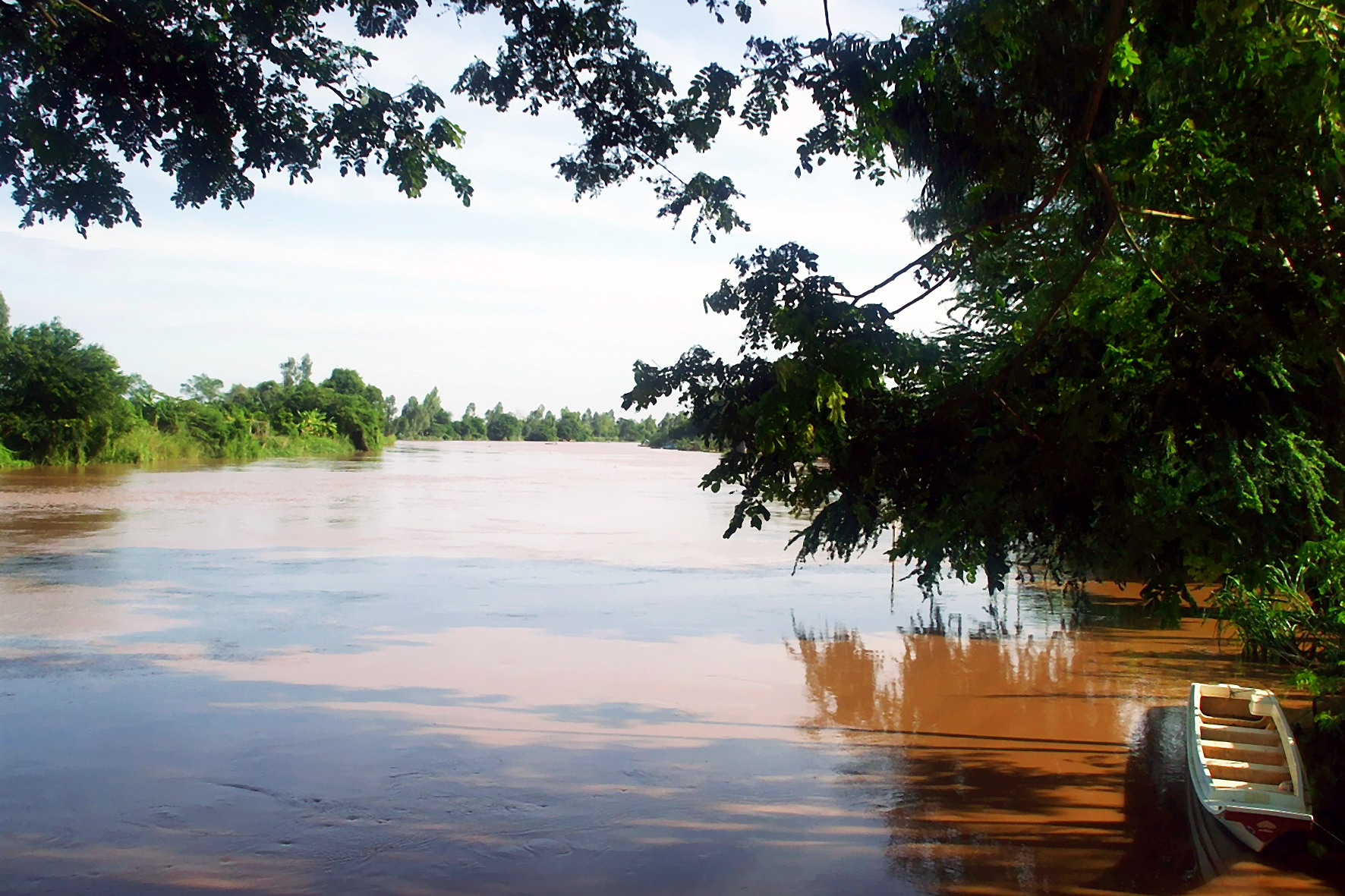
Sông Giang Thành đoạn chảy qua huyện Giang Thành

Giang Thành là một trong 10 cảnh đẹp Hà Tiên xưa được Mạc Thiên Tứ ca ngợi qua bài thơ Giang Thành dạ cổ (chữ Hán: 江城夜鼓 tức tiếng trống đêm Giang Thành). Người Khmer gọi sông này là Tà Ten (sau là Prêk Ten), do nằm bên một thôn ấp cổ tên là Tà Ten.

## Dòng chảy

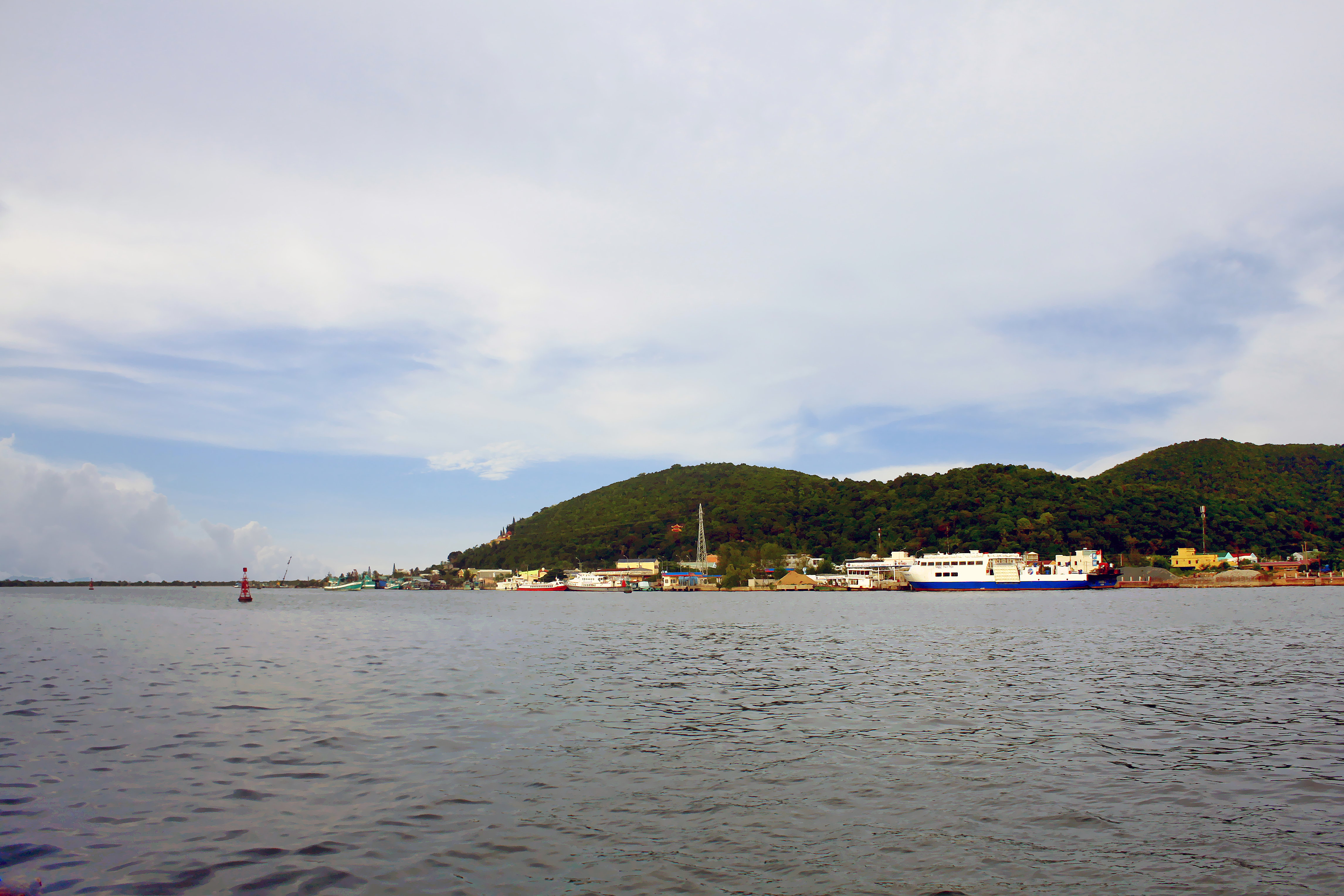
Một phần vũng Đông Hồ tại thành phố Hà Tiên, núi trong ảnh là núi Tô Châu

Sông bắt nguồn từ Campuchia, chảy vào Việt Nam tại xã Tân Khánh Hòa, huyện Giang Thành. Sông chảy theo hướng tây nam qua xã Phú Mỹ rồi đổ vào vũng Đông Hồ ở thành phố Hà Tiên, trước khi đổ ra vịnh Thái Lan.
Chiều dài sông là 50 km, phần ở Việt Nam dài 30 km. Sông rộng khoảng 100 m, sâu 7m vào mùa lũ và 1 m vào mùa cạn. Sông có 8 nhánh: Cái Đôi, Trà Phô, Cái Tắc, Cát, Miêu, Thị Vạng, Cua, Mương Đào. Sông Giang Thành nối liền với kênh Vĩnh Tế, tạo nên tuyến đường thủy quan trọng từ thành phố Châu Đốc đến thành phố Hà Tiên. Dòng sông cũng góp phần đưa nước ngọt từ sông Hậu về tỉnh Kiên Giang phục vụ cho sản xuất và sinh hoạt. Nơi sông Giang Thành và kênh Vĩnh Tế giao nhau gọi là ngã ba Giang Thành, là một thắng cảnh của vùng đất Hà Tiên xưa.

## Lịch sử
Xưa nơi đây thuộc đất huyện Hà Châu, tỉnh Hà Tiên. Mạc Thiên Tứ đã cho xây dựng ở Giang Thành một lũy đất chạy dài từ bờ sông đến chân núi Đá Dựng, nhằm ngăn chặn sự xâm lấn của giặc Nặc Bồn. Lũy Giang Thành dài 17 km, rộng khoảng 1 m. Tại đây có đặt đồn trú quân. Do vị trí nằm gần sát với Campuchia, nên một thời được họ Mạc xem như đường ranh giới phân định biên cương cần phải được canh phòng cẩn mật. Tiếng trống canh góp phần làm cho con sông thêm đẹp.